# Ilyobates propinquus
Ilyobates propinquus är en skalbaggsart som först beskrevs av Aubé 1850.  Ilyobates propinquus ingår i släktet Ilyobates och familjen kortvingar. Inga underarter finns listade i Catalogue of Life.